# Catastrophe minière de Listviajnaïa
La catastrophe minière de Listviajnaïa (en russe : Листвяжная) est un accident minier survenu le 25 novembre 2021 dans l'oblast de Kemerovo,  en Russie. La fumée d'un incendie dans un puits de ventilation a causé l'étouffement de plus de quarante mineurs de charbon. Une tentative ratée de sauvetage des mineurs piégés a tué au moins cinq sauveteurs lorsque la mine a explosé,. Il s'agit de l'accident minier le plus meurtrier en Russie depuis l'explosion de la mine de Raspadskaïa (en) en 2010 survenue dans la même région.

## Contexte
La mine de charbon de Listviajnaïa fait partie de SDS-Holding, qui appartient à la Sibirski Delovoï Soïouz (ru) (« Union commerciale sibérienne »). Selon les médias locaux, en 2004, une explosion de méthane dans la même mine a fait treize morts. En 2016, à la suite de la catastrophe de la mine de Vorkouta (en), les autorités russes ont évalué la sécurité de cinquante-huit mines de charbon du pays et déclaré 34 % d'entre elles comme potentiellement dangereuses. Cependant, les rapports des médias indiquent que celle de Listviajnaïa ne figurait pas parmi elles.
Selon le média Interfax, la dernière inspection de la mine de Listviajnaïa a eu lieu le 19 novembre,. Après l'accident, les forces de l'ordre ont déclaré que les mineurs s'étaient déjà plaints des niveaux élevés de méthane dans la mine. Les proches des victimes ont également affirmé qu'il y avait eu un incendie dans la mine dix jours plus tôt,.

## Catastrophe
L'incident s'est produit après que la poussière de charbon d'un puits de ventilation a pris feu, provoquant une explosion qui a rempli la mine de fumée et tué au moins onze personnes. La plupart des 285 mineurs ont réussi à s'échapper immédiatement après l'incident mais des dizaines de mineurs sont restés piégés. Quarante-neuf des survivants ont été transportés vers des hôpitaux, certains d'entre eux montrant des signes d'empoisonnement par la fumée dont quatre dans un état critique. Cinq sauveteurs ont étouffé lors d'une tentative ratée d'atteindre les mineurs piégés[réf. souhaitée].
Les opérations de sauvetage ont ensuite été suspendues après que des niveaux élevés de méthane ont été détectés dans les mines, augmentant le risque d'explosion,. Les autorités ont d'abord évalué le nombre de morts à cinquante-deux en déclarant qu'il n'y avait aucune chance de trouver des survivants. Le 26 novembre, les sauveteurs ont retrouvé un survivant, Aleksandr Zakovriachine, un sauveteur présumé mort, réduisant le nombre de morts à cinquante-et-un. Il était conscient lorsqu'il a été retrouvé et a été hospitalisé pour une intoxication modérée au monoxyde de carbone.

## Conséquences
À la suite de la catastrophe, la commission d'enquête a lancé une enquête criminelle sur des violations potentielles de la sécurité. Trois personnes, le directeur de la mine, son adjoint et le directeur du site ont été arrêtées,,. La police de Sibérie a également arrêté deux inspecteurs de la sécurité de l'État. Le président Vladimir Poutine a exprimé ses condoléances aux familles des victimes. L'oblast de Kemerovo a déclaré trois jours de deuil. Le chef de l'Union des mineurs indépendants de Russie, Aleksandr Sergueïev, a imputé l'accident à la négligence des propriétaires et de la direction de la mine envers les règles de sécurité.